# Chrysocercops
Chrysocercops là một chi bướm đêm trong họ Gracillariidae.

## Các loài
- Chrysocercops argentata Kumata, 1992
- Chrysocercops azmii Kumata, 1992
- Chrysocercops castanopsidis Kumata & Kuroko, 1988
- Chrysocercops hopeella Kumata, 1992
- Chrysocercops leprosulae Kumata, 1992
- Chrysocercops lithocarpiella Kumata, 1992
- Chrysocercops malayana Kumata, 1992
- Chrysocercops melastigmata Kumata, 1992
- Chrysocercops neobalanocarpi Kumata, 1992
- Chrysocercops pectinata Kumata, 1992
- Chrysocercops shoreae Kumata, 1992
- Chrysocercops squamosa Kumata, 1992
- Chrysocercops thapai Kumata, 1992
- Chrysocercops vaticae Kumata, 1992